# Nova Demokracija (Grčka)
Nova Demokracija (grčki: Νέα Δημοκρατία, Néa Dimokratía, dosl. "Nova Republika", akronim ΝΔ tj. ND) grčka je politička stranka desnog centra. Jedna je od dviju najvećih samostalnih stranki u državi (uz PASOK). Osnovao ju je Konstantinos Karamanlis 1974. godine. 
Karamanlis je po osnutku stranke formirao prvu vladu Treće Grčke Republike. Na izborima održanima 6. svibnja 2012. osvojili su 108 zastupničkih mjesta, čime su bili najveća stranka u parlamentu. Na izborima iz 2009. ostvarili su najlošiji rezultat u povijesti, te su postali najjača oporbena stranka nakon 5 godina na vlasti. Poslije tih izbora, tadašnji grčki premijer i predsjednik stranke Kostas Karamanlis (nećak osnivača) podnio je ostavku na mjesto šefa stranke, a naslijedio ga je Antonis Samaras kroz stranačke izbore u studenom 2009. godine. Nova Demokracija je članica Europske pučke stranke.

## Povijest

### Osnutak stranke
ND je osnovana u Listopadu, 4, 1974., dva mjeseca nakon ustoličenja Konstantina Karamanlisa za premijera u prvoj post-huntinoj vladi Grčke. Karamanlis je bio iskusan političar, i već je obnašao dužnost premijera u razdoblju od 1955. do 1963. ( za monarhije). Na prvim slobodnim izborima, Nova Demokracija je premoćno pobijedila, najviše zahvaljujući osobnoj karizmi Karamanlisa, a ne toliko zbog utjecaja koja je netom osnovana stranka imala. Slogan kojim je ND pobijedila bio je; - Karamanlis ili tenkovi, aludirajući time da je povratak vojne hunte moguć ako Karamanlis ne pobijedi.
Karamanlis je želio da Nova Demokracija bude modernija i progresivnija desna stranka, nego one koje su vladale Grčkom prije vojnog udara 1967., uključujući i vlastitu bivšu stranku ERE (Nacionalna Radikalna Unija, grčki; Ethniki Rizospastiki Enosis). 
Stranačka ideologija je ustanovljena kao radikalni liberalizam, termin koji je trebao značiti prevagu pravila slobodnog tržišta s odlučnom ulogom države na planu socijalne pravednosti.

### Prve godine
1977., ND je ponovno pobijedila na nacionalnim izborima, ali s tijesnom većinom (41.88%); to joj je ipak omogućilo stvaranje stabilne vlade sa solidnom većinom u Parlamentu. Pod Karamanlisom Grčka je redefinirala svoje odnose s NATO -om, i nastojala riješiti problem Cipra, koji je nastao nakon Turske invazije otoka. Ipak 1980.,  Karamanlis je odstupio. Njegov nasljednik, Georgios Rallis, pobijeđen je na sljedećim izborima od Panhelenskog Socijalističkog Pokreta (PASOK),  Andreasa Papandreua. Pd ND vladom Grčka je ušla u Europsku Zajednicu 1981. Zbog toga je Karamanlisa kritizirala oporba (koja je manje više bila protiv toga), kao i zbog činjenice da o tom pitanju nije održan referendum.
ND se vratila na vlast u koalicijskoj vladi (premijer: Tzanis Tzannetakis) s tradicionalnim lijevim strankama(Koalicija Ljevice i Progresa, koja je tada uključivala i Grčku Komunističku Stranku). 1989., sudjelovala je i u velikoj koalicijskoj vladi Ksenofona Zolotasa od Studenog 1989., do Travnja, 1990. Nakon toga su formirali većinsku vladu pod Konstantinom Mitsotakisom, nakon novih izbora održanih 10. Travnja, 1990.

### U oporbi
Nakon tog perioda stranka doživljavala period učestalih poraza. Izgubila je izbore 1993. pod vodsvom Mitsotakisa, pa opet 1996. pod Miltiadisom Evertom, 
kao i izbore 2000. pod Kostasom Karamanlisom, nećakom osnivača stranke. 

### Povratak na vlast
U Siječnju,  2004. PASOK - ov premijer Simitis podnio je ostavku i najavio - izbore za 7. Ožujak, unatoč činjenicama da je novi PASOK -ov lider Georgios Papandreu uspio obnoviti stranku, Karamanlis je pobijedio i postao prvi desni premijer nakon jedanajest godina.

#### Članstvo u međunarodnim organizacijama
ND je član Europske Pučke Stranke(EPP), kao i Međunarodne Demokratske Unije (IDU) i Kršćansko Demokratske Internacionale (CDI).

## Izborni rezultati, 1974. - danas
| Godina   | Vođa stranke           | Broj glasova | Postotak glasova | Broj zastupnika u Grčkom parlamentu | Pozicija u Parlamentu                                            |
| -------- | ---------------------- | ------------ | ---------------- | ----------------------------------- | ---------------------------------------------------------------- |
| 1974.    | Konstantin Karamanlis  | 2,669,133    | 54.4%            | 220                                 | Vlada                                                            |
| 1977.    | Konstantin Karamanlis  | 2,146,365    | 41.8%            | 171                                 | Vlada                                                            |
| 1981.    | George Rallis          | 2,034,496    | 35.9%            | 115                                 | Glavna oporbena stranka                                          |
| 1985.    | Konstantin Mitsotakis  | 2,599,681    | 40.8%            | 126                                 | Glavna oporbena stranka                                          |
| 1989.-I  | Konstantine Mitsotakis | 2,887,488    | 44.3%            | 145                                 | U koalicijskoj vladi sa, koalicijom ljevice i ekoloških stranaka |
| 1989.-II | Konstantine Mitsotakis | 3,093,479    | 46.2%            | 148                                 | U velikoj koalicijskoj vladi                                     |
| 1990.    | Konstantine Mitsotakis | 3,088,137    | 46.9%            | 150                                 | Vlada                                                            |
| 1993.    | Konstantine Mitsotakis | 2,711,241    | 39.3%            | 111                                 | Glavna oporbena stranka                                          |
| 1996.    | Miltiadis Evert        | 2,584,765    | 38.1%            | 108                                 | Glavna oporbena stranka                                          |
| 2000.    | Kostas Karamanlis      | 2,935,242    | 42.7%            | 126                                 | Glavna oporbena stranka                                          |
| 2004.    | Kostas Karamanlis      | 3,359,058    | 45.4%            | 165                                 | Vlada                                                            |
| 2007.    | Kostas Karamanlis      | 2,995,479    | 41.83%           | 152                                 | Vlada                                                            |
| 2009.    | Kostas Karamanlis      | 2,295,967    | 33.48%           | 91                                  | Glavna oporbena stranka                                          |
| 2012.    | Antonis Samaras        | 1,192,103    | 18,9%            | 108                                 | Prijelazna Vlada                                                 |
| 2012.    | Antonis Samaras        | 1,825,497    | 29,7%            | 129                                 | Vlada                                                            |
| 2015.    | Antonis Samaras        | 1,718,694    | 27,9%            | 76                                  | Glavna oporbena stranka                                          |
| 2015.    | Vangelis Meimarakis    | 1,526,205    | 28,3%            | 75                                  | Glavna oporbena stranka                                          |
| 2019.    | Kyriakos Mitsotakis    | 2,251,411    | 39,85%           | 158                                 | Vlada                                                            |

## Vanjske poveznice
- Portal Nove Demokracije  Arhivirana inačica izvorne stranice od 18. lipnja 2010. (Wayback Machine) (na engleskom)
- Grčki izborni rezultati, s grčkog Ministarsva unutrašnjih poslova(na grčkom)
- Europski narodnjaci službeni portal